# Strabag
Strabag SE er en østrigsk bygge- og anlægsvirksomhed. Virksomheden er baseret i Spittal an der Drau og har hovedkvarter i Wien. En omsætning på 13,508 mia. euro og 71.839 ansatte gør Strabag til Østrigs største konstruktionsvirksomhed.. I 2007 blev Strabag SE børsnoteret på Wiener Börse.